# 托羅山 (科洛尼亞-萬坦)
12°36′24″S 75°45′53″W / 12.60667°S 75.76472°W
托羅山（T'uru），是秘魯的山峰，位於該國中南部利馬大區，由科洛尼亞區和萬坦區負責管轄，屬於秘魯中部山脈的一部分，海拔高度5,100米。